# Rivière De Pas
Pour les articles homonymes, voir Pas.
La rivière De Pas est un affluent de la rivière George laquelle coule vers le nord jusqu'au littoral sud-est de la baie d'Ungava. La rivière De Pas coule vers le nord dans le territoire non organisé de Rivière-Koksoak, dans la région administrative du Nord-du-Québec, au Québec, au Canada.

## Géographie
Les bassins versants voisins de la rivière De Pas sont :
- côté nord : rivière à la Baleine, lac de la Hutte Sauvage ;
- côté est : rivière George, lac Résolution, lac aux Goélands ;
- côté sud : Réservoir Smallwood (au Labrador) ;
- côté ouest : rivière Murdoch, lac Attikamagen (Labrador).

La rivière De Pas prend sa source d'un ensemble de plans d'eau situés du côté nord de la frontière Québec-Labrador, au nord-est de Schefferville.
D'une longueur de 160 km, la rivière De Pas coule vers l'est, puis le nord-est, en traversant une région du plateau de la George, pour aller se déverser sur la rive ouest de la rivière George, sur la rive gauche. L'embouchure de la rivière De Pas est situé à 175 km au nord-est de Schefferville.

## Toponymie
Le territoire traversé par la rivière De Pas est pauvre en végétation, ressemblant à un désert en regard des paysages de la forêt boréale, d'où son appellation montagnaise de "Mushuau Shipu", signifiant la rivière du désert ou encore la rivière où il n'y a pas d'arbres. Publié en 1908, la carte du voyage de Mina Benson Hubbard, indique "Indian Route to Chimo", à l'emplacement de l'embouchure de rivière.
Une inscription manuscrite de 1943 en prévision de l'édition du feuillet 23 N-E de la série topographique nationale intitulé Dyke Lake attribue le nom de "Wall River" à la rivière. L'édition de 1944 de la même carte porte le nom imprimé de Wolf River, que la Commission de géographie du Québec a refusé d'officialiser, l'année suivante, alléguant le trop grand nombre de cours d'eau et de nappes d'eau utilisant l'appellation anglaise "Wolf", qui se traduit en français par Loup. La Commission a plutôt officialisé le toponyme "Rivière De Pas", évoquant l'œuvre de vie d'Isaac de Pas, marquis de Feuquières (1618-1688) qui, en 1660, devint le septième vice-roi de la Nouvelle-France, succédant à François-Christophe de Lévy, duc de Damville.
Le toponyme rivière de Pas a été officialisé le 5 décembre 1968 à la Commission de toponymie du Québec.